# Aran (údolí)

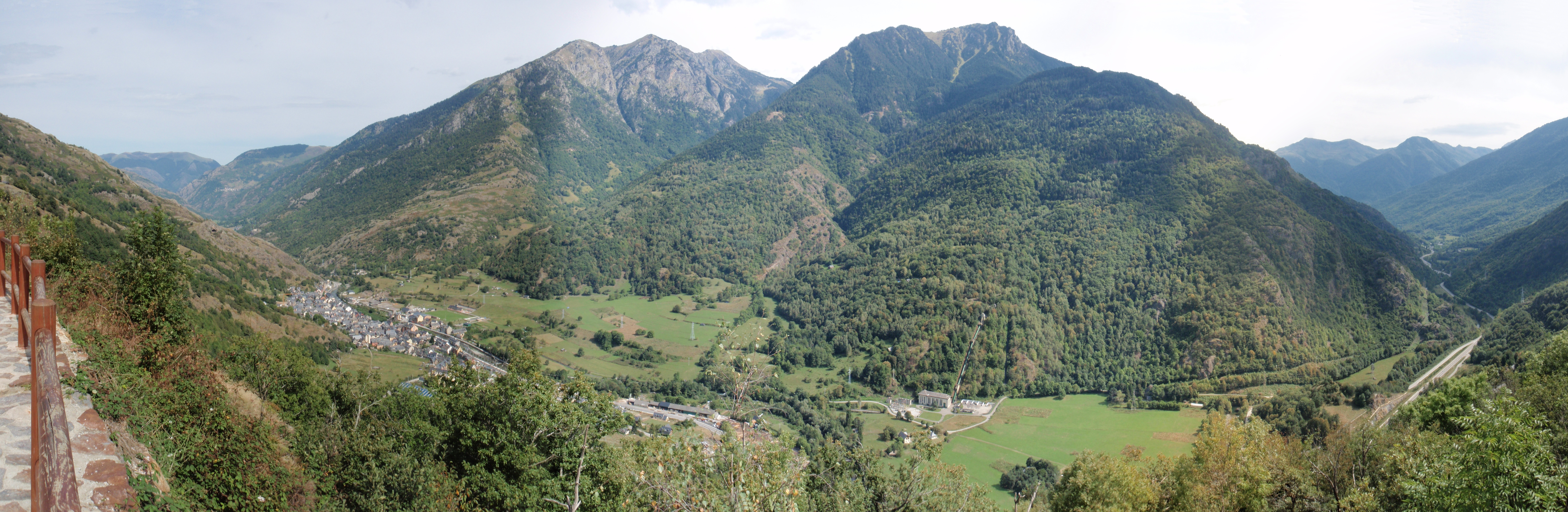
Panoráma údolí Arán, vlevo malá vesnice Bossòst

Aran je údolí v severozápadní části autonomního společenství Katalánsko, v Provincii Lleida. Pod názvem Val d'Aran je zvláštní comarcou s větší autonomií. V roce 2001 mluvilo v údolí 38,78 % obyvatel španělsky, 34,19 % obyvatel aranésky, 19,45 % katalánsky a zbytek měl jiný rodný jazyk. Mluvčí jiných jazyků než místní aranésštiny jsou přitom typicky lidé narozeni mimo údolí a jejich děti.
Leží v nejsevernější výspě katalánských Pyrenejí. Otevřené k Atlantiku a obklopené vysokohorskými štíty, dosahujícími v některých místech téměř třítisícových výšek, je tvořeno třemi údolími. Mijaran s hlavním městem comarcy Vielhou je uprostřed, směrem na sever se táhne Baish Aran, jímž protéká řeka Garona a otevírá cestu do Francie.
Prvním panovníkem v historii, který Val d'Aran navštívil, byl Alfons XIII., který sem přijel v roce 1924, aby se zúčastnil slavnostního otevření silnice vedoucí přes sedlo Bonaigua (2072 m), první, která spojila údolí se zbytkem Španělska. Bylo to pouze "letní" řešení, protože skoro sedm měsíců v roce byl průsmyk zcela zapadán sněhem. Ještě i dnes, kdy je o něj dobře pečováno, je mnohdy v zimě uzavřen. Celoročním řešením se stal tunel de Vielha, který se v roce 1924 začal stavět pod masívem Maladeta. Zprovozněn byl až o 24 let později, zcela dokončen v roce 1965 a má na tehdejší dobu úctyhodnou délku 5260 metrů (od prosince 2007 je v provozu zcela nový, tříproudový tunel, vedoucí souběžně s tunelem původním).